# ノートカトン
ノートカトン（またはヌートカトン、Nootkatone）は分子式C15H22Oで表されるセスキテルペンケトンの一種である。天然型のd-ノートカトンはグレープフルーツ（特にホワイト種）の特徴的な香りを持つ化合物の1つである。

## 発見と構造決定
1962年にH. Erdtmanらによってアラスカイエローセダー (Chamaecyparis nootkatensis) の心材のアセトン抽出物から単離され、ノートカトンと命名された。Erdtmanらはユーデスマン骨格の構造を提案したが、これは誤りであった。
1964年にWilliam D. MacLeodらによりグレープフルーツジュースおよび果皮油から発見され、グレープフルーツの香りに大きく寄与している化合物であることが判明した。そして翌年MacLeodによってエレモフィラン骨格を持つ正しい構造が決定された。
なお、ベチバーの精油に含有されるα-ベチボンはノートカトンと二重結合の位置が一箇所異なるだけの異性体である。

## 合成
初めての全合成は1968年にM. Pesaroらによってなされている。
オレンジの精油から得られるd-バレンセンをクロム酸酸化することで天然型のノートカトンを1ステップで合成することが可能である。この方法の改良法として空気酸化や微生物酸化による方法が報告されている。

## 用途
d-ノートカトンはグレープフルーツの香料素材として使用される。なおエナンチオマーであるl-ノートカトンの香りは弱く、グレープフルーツの香りはないとされている。

## 誘導体
環上の二重結合が飽和された1,10-ジヒドロノートカトン、環上にもう1つ二重結合が導入された8,9-デヒドロノートカトンもグレープフルーツ中に存在し、グレープフルーツ様の香りを持つ化合物として知られている。